# Iwtschenko Progress D-36

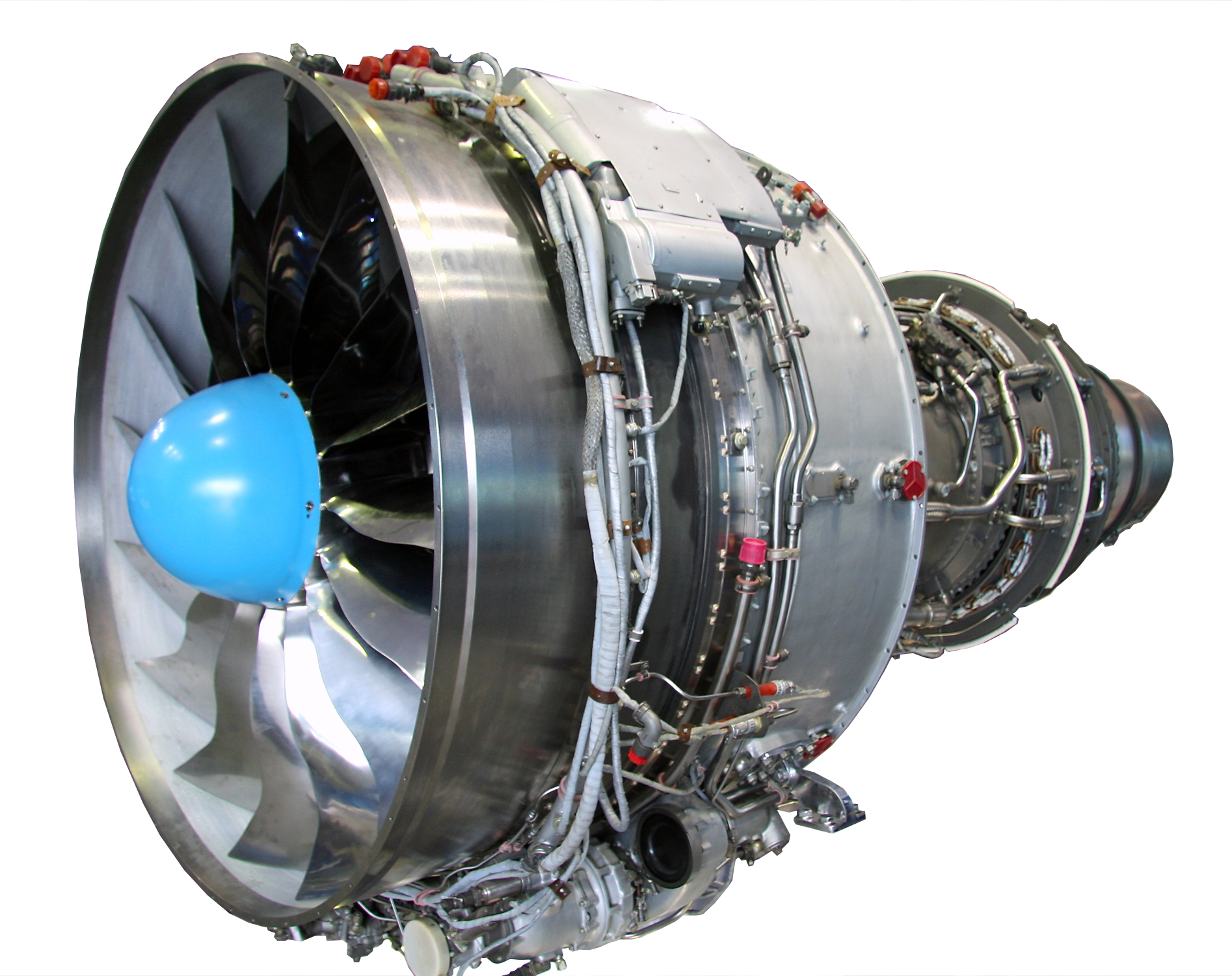
Iwtschenko Progress D-36MW, ausgestellt 2009

Das Iwtschenko Progress D-36 (auch Lotarjow D-36) ist ein Dreiwellen-Turbofan-Triebwerk mit hohem Nebenstromverhältnis des Saporischschjaer Motorenwerks Iwtschenko Progress.
Die Entwicklung dieses für die Jak-42, An-72 und An-74 vorgesehenen (für die damalige Zeit und sowjetische Verhältnisse sehr fortschrittlichen) Triebwerkes begann zu Beginn der 1970er-Jahre unter der Leitung von Wladimir Lotarjow. Erste Probeläufe begannen 1971, erste Flugversuche folgten 1974. Die Serienfertigung begann 1977.
Das Triebwerk hat einen einstufigen Fan mit 29 Titanblättern und einer Außenhülle aus Aramid („Kevlar“), der von einer dreistufigen Turbine angetrieben wird. Der sechsstufige Niederdruckverdichter mit Titanblättern wird von einer einstufigen ungekühlten Niederdruckturbine angetrieben. Der siebenstufige Hochdruckverdichter mit Stahlblättern wird von einer einstufigen film- und innengekühlten Hochdruckturbine angetrieben.
Das Triebwerk der Serie 4A für die An-74TK-300 ist serienmäßig mit einer Schubumkehreinrichtung ausgerüstet.

## Technische Daten
| Typ              | Schub (kN) | Nebenstromverhältnis beim Start | Gesamtdruckverhältnis | Fan Durchmesser (m) | Länge (m) | Trockenmasse (kg) | Zulassung | Eingesetzt bei              |
| ---------------- | ---------- | ------------------------------- | --------------------- | ------------------- | --------- | ----------------- | --------- | --------------------------- |
| D-36 Serie 1     | 63,75      | 5,6:1                           | 20:1                  | 1,333               | 3,930     | 1124              | ?         | Jakowlew Jak-42             |
| D-36 Serie 1A/2A | 63,75      | 5,6:1                           | 20:1                  | 1,333               | 3,192     | 1124              | ?         | Antonow An-72 Antonow An-74 |
| D-36 Serie 3A    | 63,75      | 5,6:1                           | 20:1                  | 1,333               | 3,192     | 1124              | ?         | Antonow An-74               |
| D-36 Serie 4A    | 63,75      | ?                               | ?                     | 1,333               | 3,732     | 1130              | ?         | An-74TK-300                 |